# Modra zavarovalnica

## Dejavnost
Modra zavarovalnica je največja izvajalka dodatnega pokojninskega zavarovanja v Sloveniji.  Arhivirano 2013-10-05 na Wayback Machine. Upravlja vzajemne pokojninskih sklade in je največja izplačevalka dodatnih pokojnin.

## Zgodovina
Modra zavarovalnica  je bila ustanovljena oktobra 2011 v postopku delitve z izčlenitvijo iz Kapitalske družbe, d. d. po posebnem zakonu o preoblikovanju Kapitalske družbe pokojninskega in invalidskega zavarovanja ter o naložbeni politiki Kapitalske družbe pokojninskega in invalidskega zavarovanja in Slovenske odškodninske družbe. Ob ustanovitvi je zavarovalnica prevzela v upravljanje Zaprti vzajemni pokojninski sklad za javne uslužbence (ZVPSJU), Kapitalski vzajemni pokojninski sklad (KVPS), Prvi pokojninski sklad RS (PPS) in Kritni sklad PPS.

## Lastništvo
Modra zavarovalnica je organizirana kot delniška družba. Ustanovitelj in edini delničar družbe je Kapitalska družba pokojninskega in invalidskega zavarovanja, d. d.